# Riddersvik

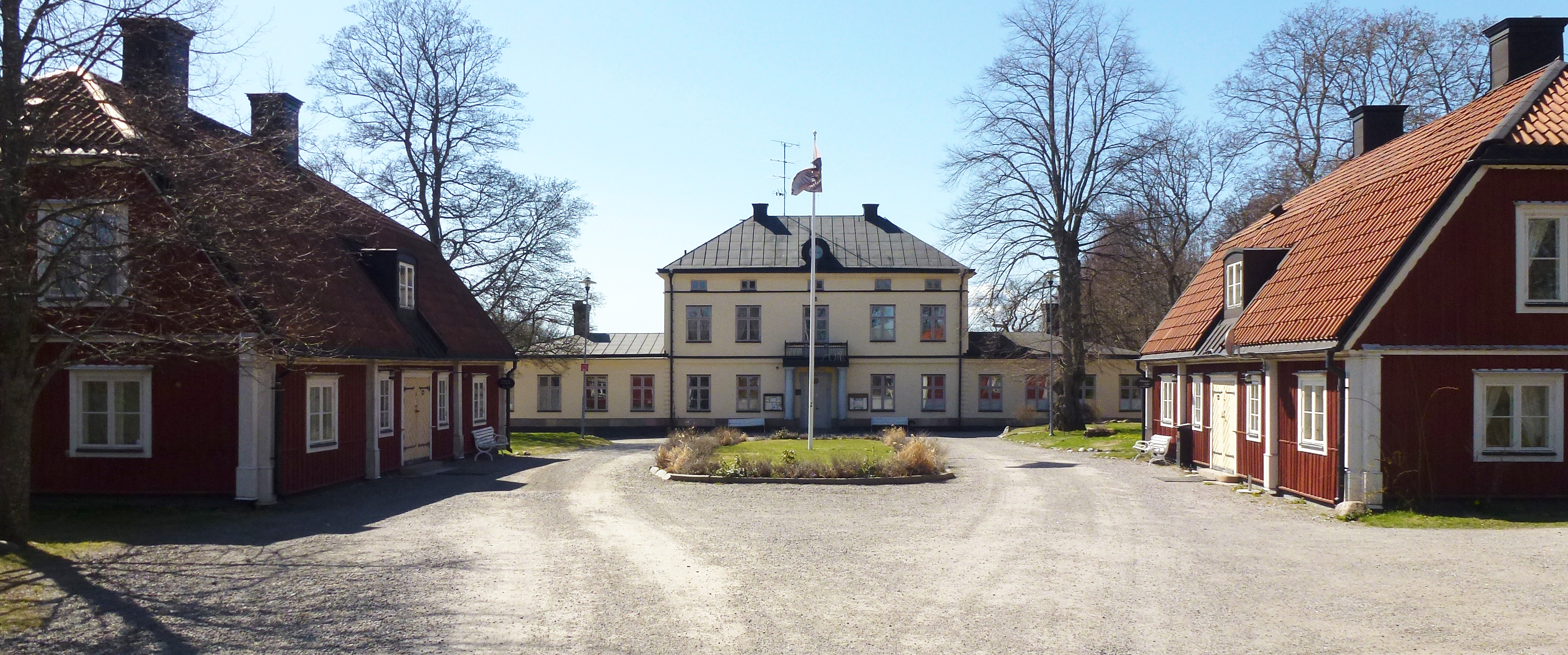
Riddersviks gård med flygelbyggnaderna sedd från landsidan, maj 2013.

Riddersvik är en herrgård i Hässelby villastad i Västerort inom  Stockholms kommun. Runt herrgården finns flera byggnader, bland annat Trädgårdsstugan som troligen är byggd på 1700-talet. Detta hus har varit bebott av statardrängar och torparfamiljer. Även om Tempeludden och Engelska Parken (även kallad Stjärnparken) finns kvar så är ett flertal byggnader idag borta.
Riddersvik ligger vid Mälarens strand intill Lövstafjärden, där det bland annat finns en ångbåtsbrygga. Trädgården ner till vattnet är uthyrd till kolonilotter. Gården används idag till konferenser med övernattning. Herrgården anordnar varje år en julmarknad och i området firas både Valborgsmässoafton och midsommar.

## Historik

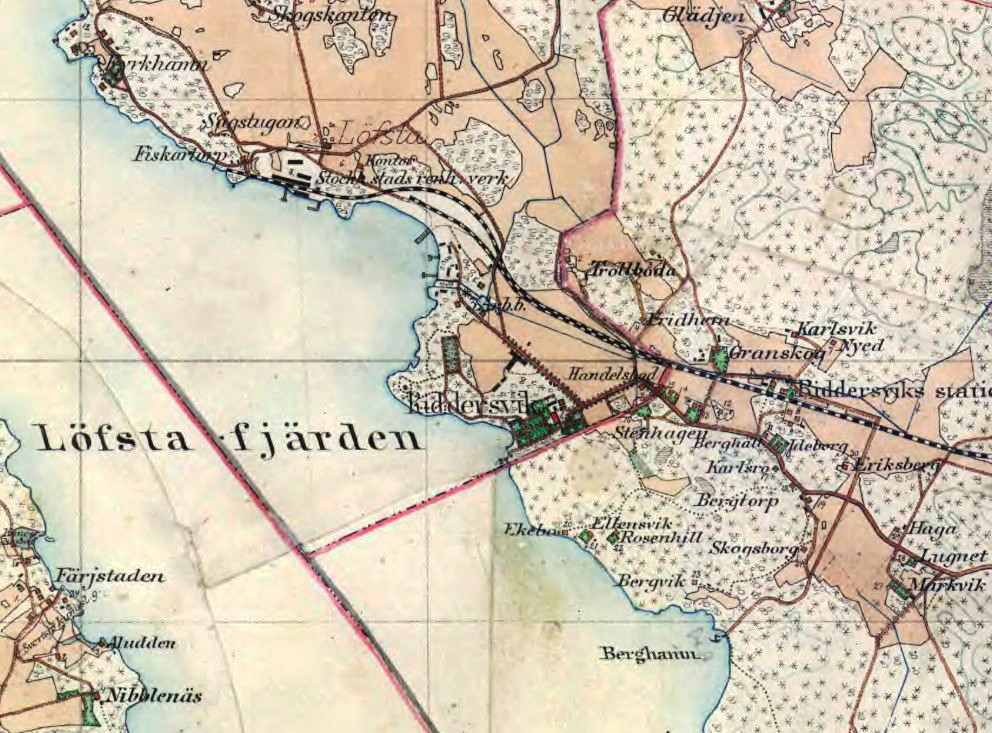
Riddersvik omkring år 1900.

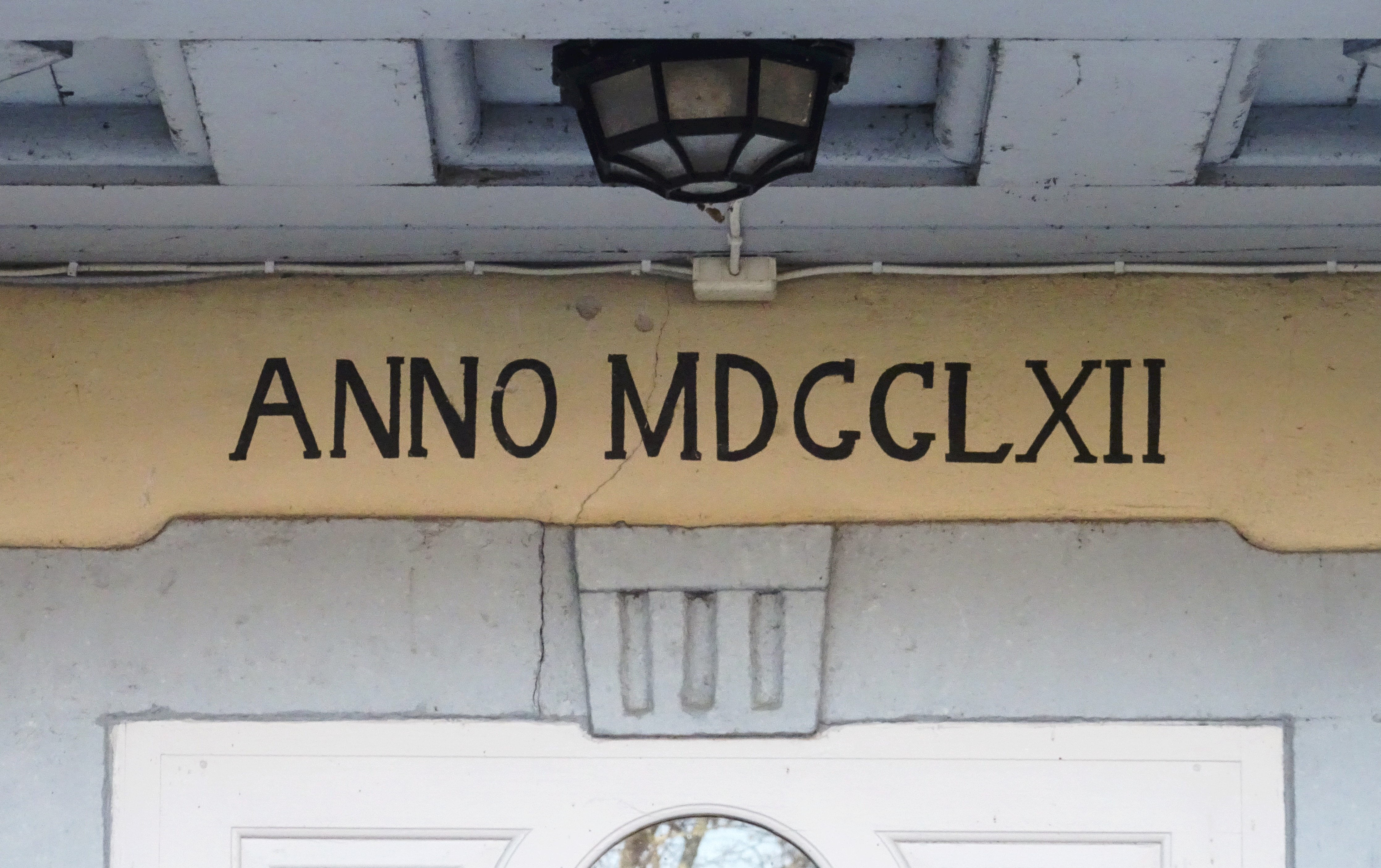
Husets datering "MDCCLXII" (1762).

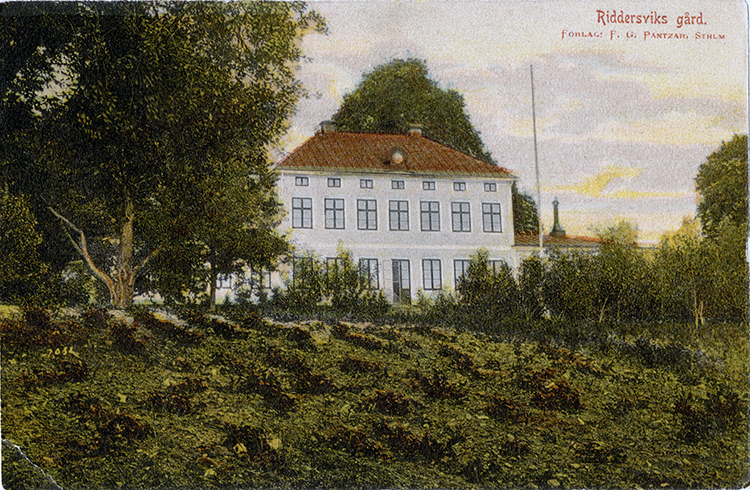
Gården från sjösidan på ett vykort, 1907.

Riddersvik är en del av trakten Lövstas tvåtusenåriga historia med lämningar från bronsåldern - även om själva gården byggdes på 1760-talet. Det första skatteköpet skedde 1723 av dåvarande kronotorpet med namnet Flotwijk. Torpet låg mellan nuvarande herrgården och sjön. Området bestod då över två tunnland. Köparen var advokat och landsfiskalen Isac Salmon och säljaren var Johan Johansson och hans hustru. Isac Salmon förpantade samtidigt torpet till riksdagsmannen Jacob Feif i Stockholm. 
Under 1760-talet lät hovkällarmästaren Elias von Langenberg den äldre (1720-1790) uppföra herrgården Riddersvik. Husets portal är daterad MDCCLXII i romerska siffror (1762) och anger året för färdigställandet. Han ägde även ett stenhus i kvarteret Cybele i Gamla stan och Riddersvik blev familjen von Langenbergs sommarnöje. Vid samma tid tillkom de båda rödfärgade knuttimrade flygelbyggnaderna med valmat tak. De var ursprungligen målade i ljus oljefärg. Till en början bestod herrgården endast av mittpartiet i två våningar. År 1810 förstorades herrgården med två sidobyggnader i en våning.
Elias von Langenberg den äldres son, Elias von Langenberg den yngre (1757-1806), var grosshandlare och delägare i ett av handelshusen på Skeppsbron. Han ärvde 1790 egendomen efter sin far. Hans ekonomiskt framgångsrika verksamhet gav förutsättningar för den utökning av egendomen som skedde mellan åren 1790–1797 genom tillköp av större delen av Lövsta bys marker. 
Under årens lopp har det funnits ett tjugotal ägare till Riddersviks herrgård, en av de mest framstående var greve Erik Ruuth (1746-1820) som också var den första av ägarna att göra Riddersvik till en permanentbostad. I dagsläget drivs Riddersviks gård av Marcus Holmgren, Torgil Zechel och Anna Rössel.

## Templet
Följer man strandpromenaden västerut (i riktning Lövsta) mot en udde återfinner man rester av gårdens engelska trädgård. Här dominerar fortfarande stora ekar och lärkträd, men är idag uppblandade med tallar och buskage. På udden och på en liten kulle står Riddersviks tempel. Det är ett lusthus i form av en åttkantig byggnad från omkring år 1800 med mjukt svängt plåttak och putsade fasader i stenimitation. I träkupolen finns målade kassetter. Vid templet hålls ett traditionellt midsommarfirande varje år sedan 1972. Det hela  startades av Hässelby Schackklubb och de håller fortfarande i evenemanget.

## Stockholms stad tar över
År 1885 förvärvade Stockholms stad herrgården från brukspatron Anders Mårten Ångman. Anledningen var att bygga Lövsta sopstation på platsen för Lövsta by. Sopstationen togs i bruk år 1889. Sopdeponi och sopförbränningen finns inte längre kvar men "Återvinningscentral Lövsta" tar fortfarande hand om Stockholmarnas sopor. Lantbruket på gården utarrenderades av Stockholms stad till slutet av 1970-talet. Idag bedrivs inget lantbruk, men byggnaderna används som häststall.
På nio hektar av de gamla åkermarkerna fanns Stockholms stads egen trädskola. Verksamheten hörde till Stockholms markkontor och flyttades hit från Enskede 1979. Varje år såldes cirka 1 200 träd och 15 000 buskar, där Stockholms markkontor och Stockholms trafikkontor var de stora kunderna. Men man sålde även till företag och privatpersoner. 
År 2014 beslutades dock att området för trädskolan skulle ersättas med cirka 550 bostäder. Bostäderna planerades börja byggas runt år 2019 mellan Lövstavägen och Riddersviks gårdsväg, men efter samråd om detaljplanen bearbetades förslaget efter inkomna synpunkter. Den bearbetade planen omfattar cirka 700 bostäder, inklusive ett vård- och omsorgsboende, servicelägenheter samt en förskola och blev godkänd i stadsbyggnadsnämnden den 21 oktober 2021. Huvuddelen av den planerade bebyggelsen är förlagd till området som tidigare var Stockholms stads trädskola, men även ett område öster om det, vid Enbärsgränd, ingår. En blandning av olika hustyper och hyresrätter och bostadsrätter planeras. Beslut om bebyggelsen i kommunfullmäktige beräknas till början av 2024.

## Bilder

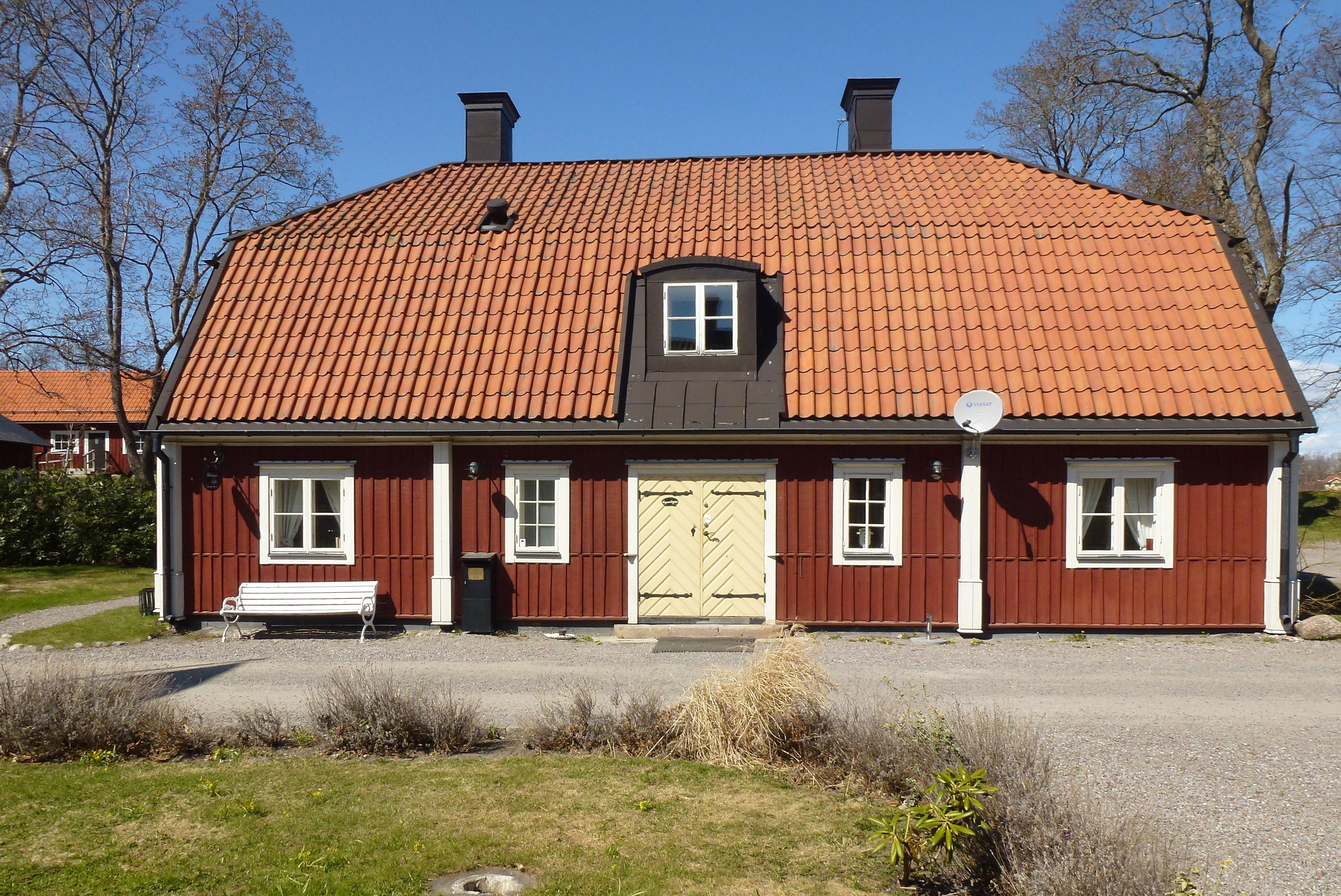
Norra flygeln 2013.
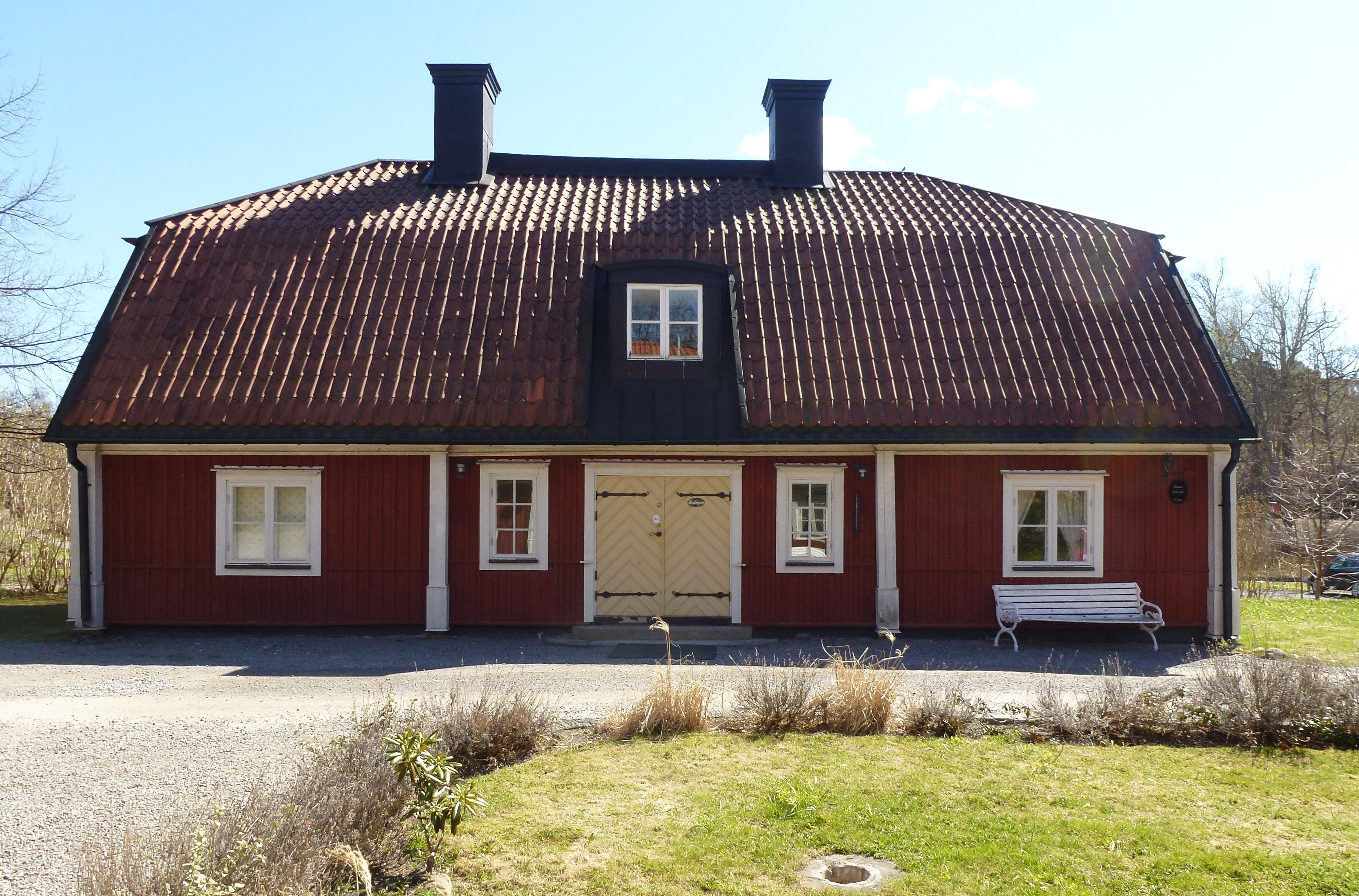
Södra flygeln 2013.
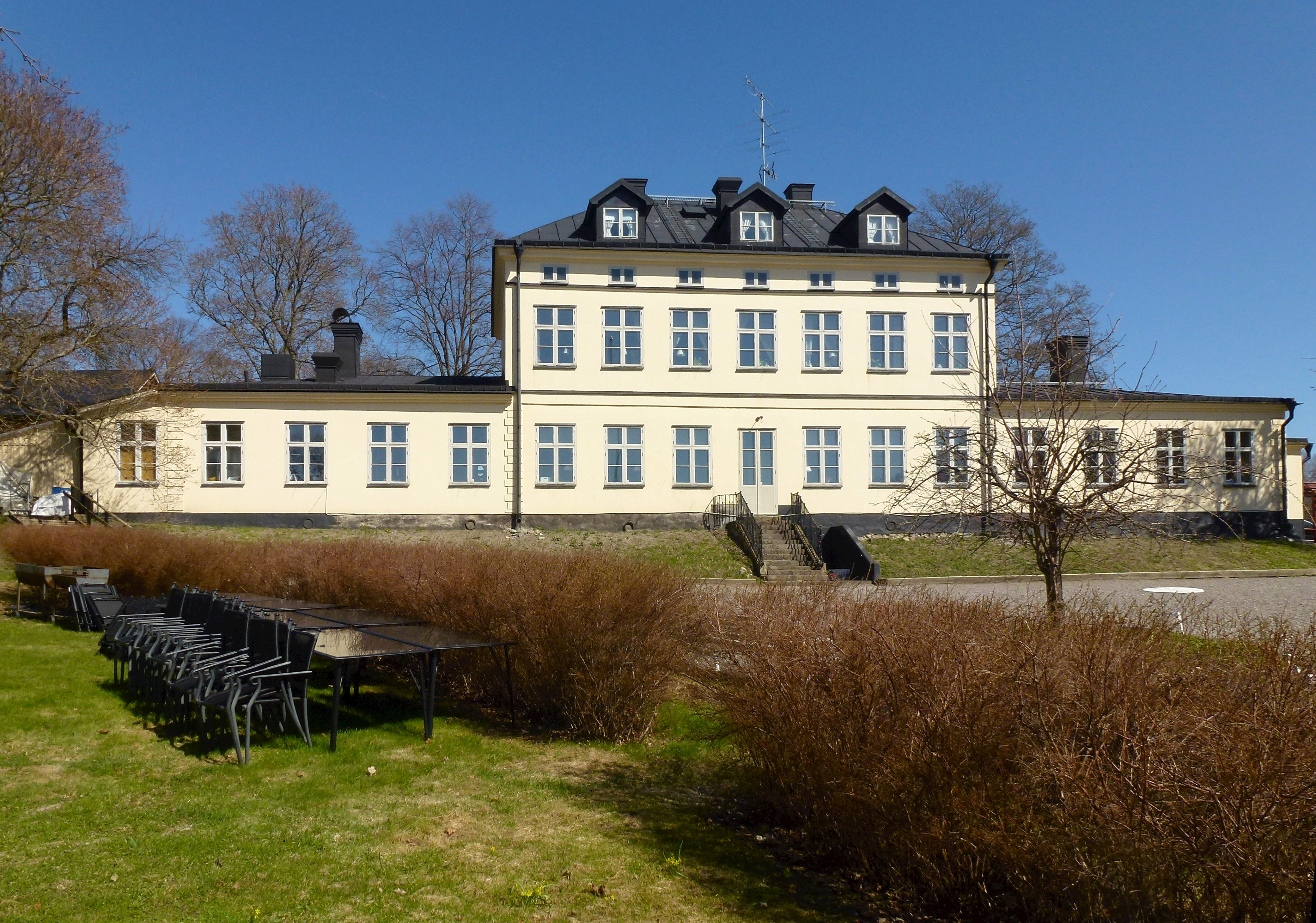
Huvudbyggnaden från sjösidan 2013.
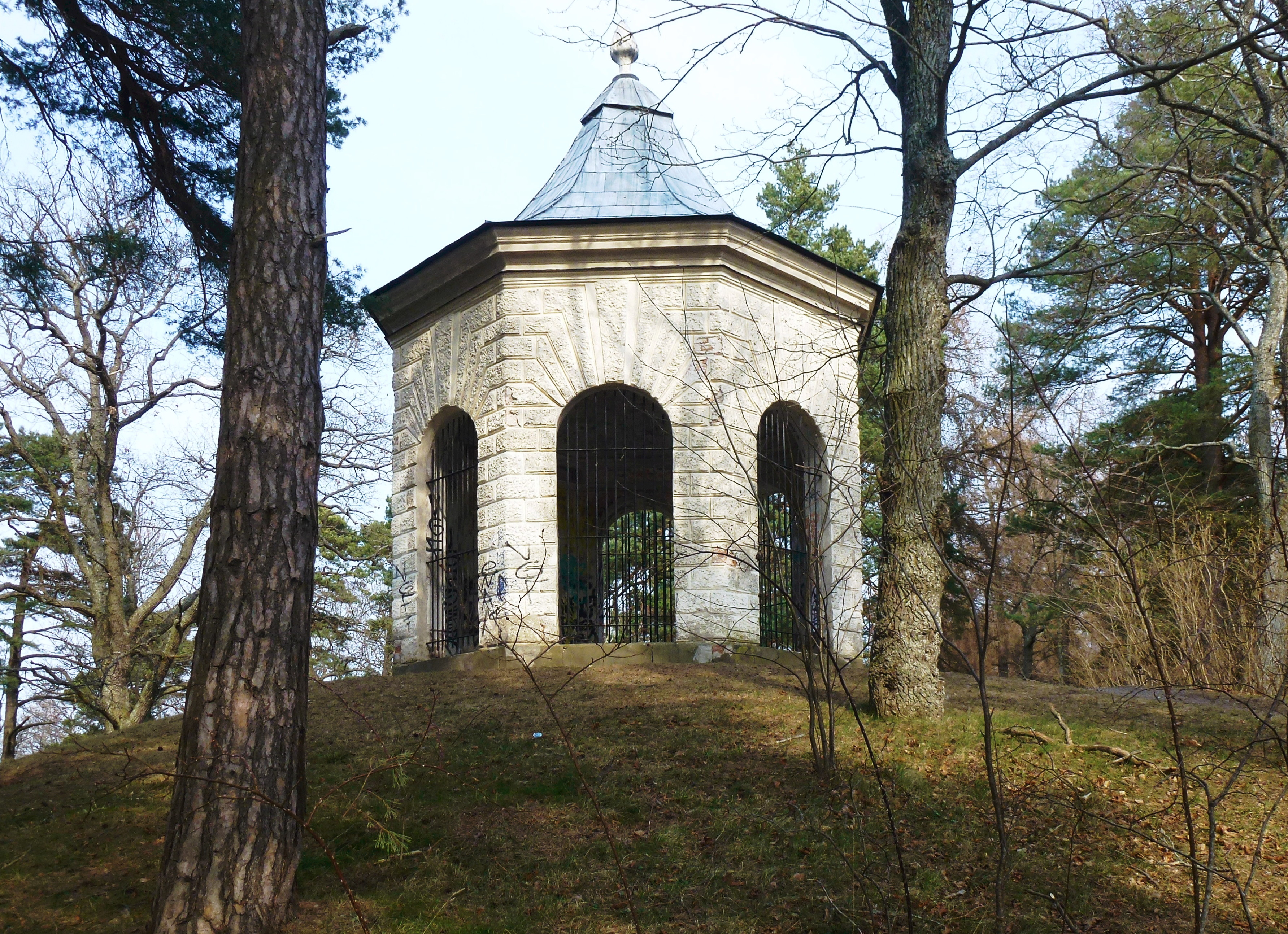
Riddersviks gårds tempel 2013.
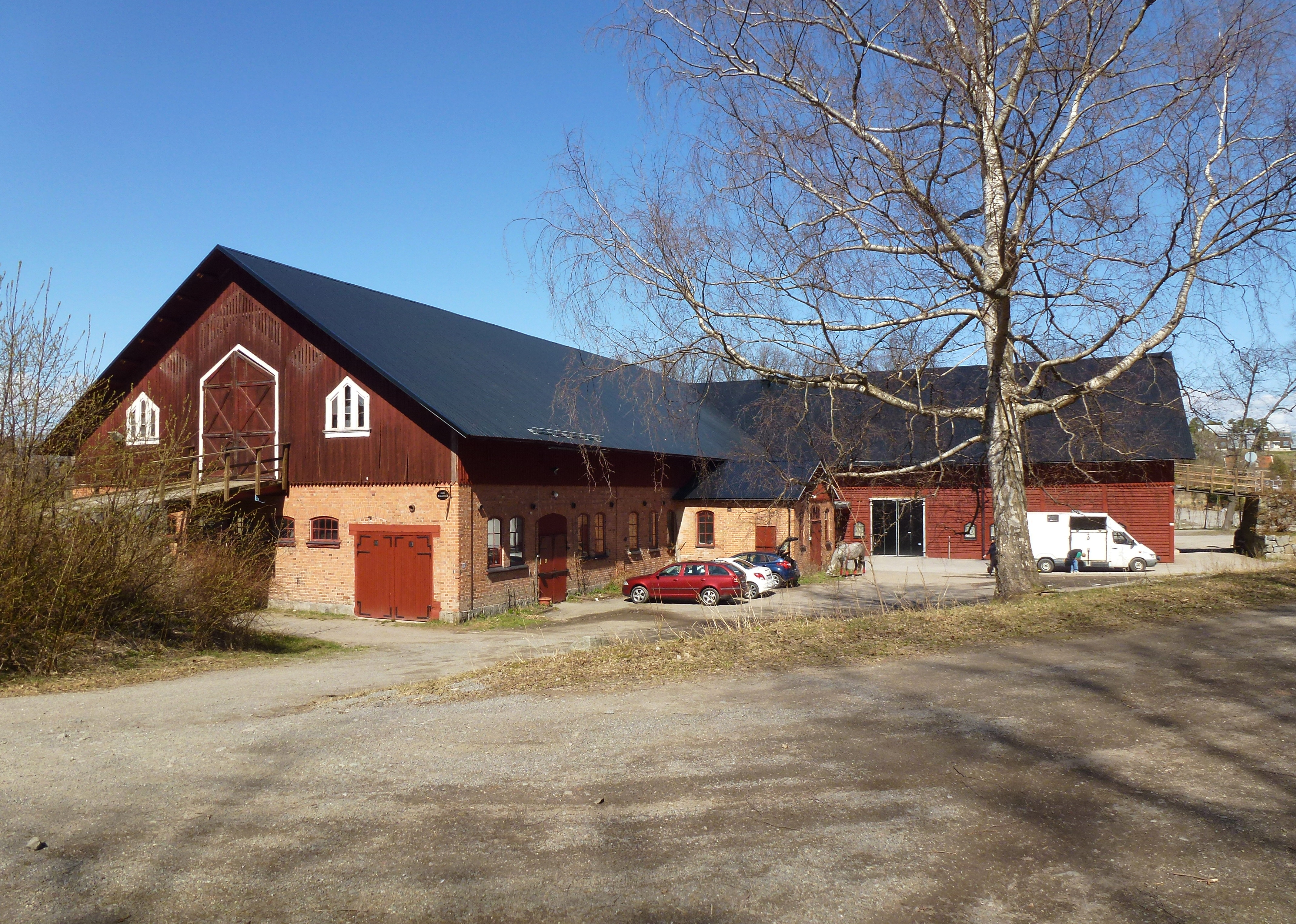
Gårdens stall 2013.
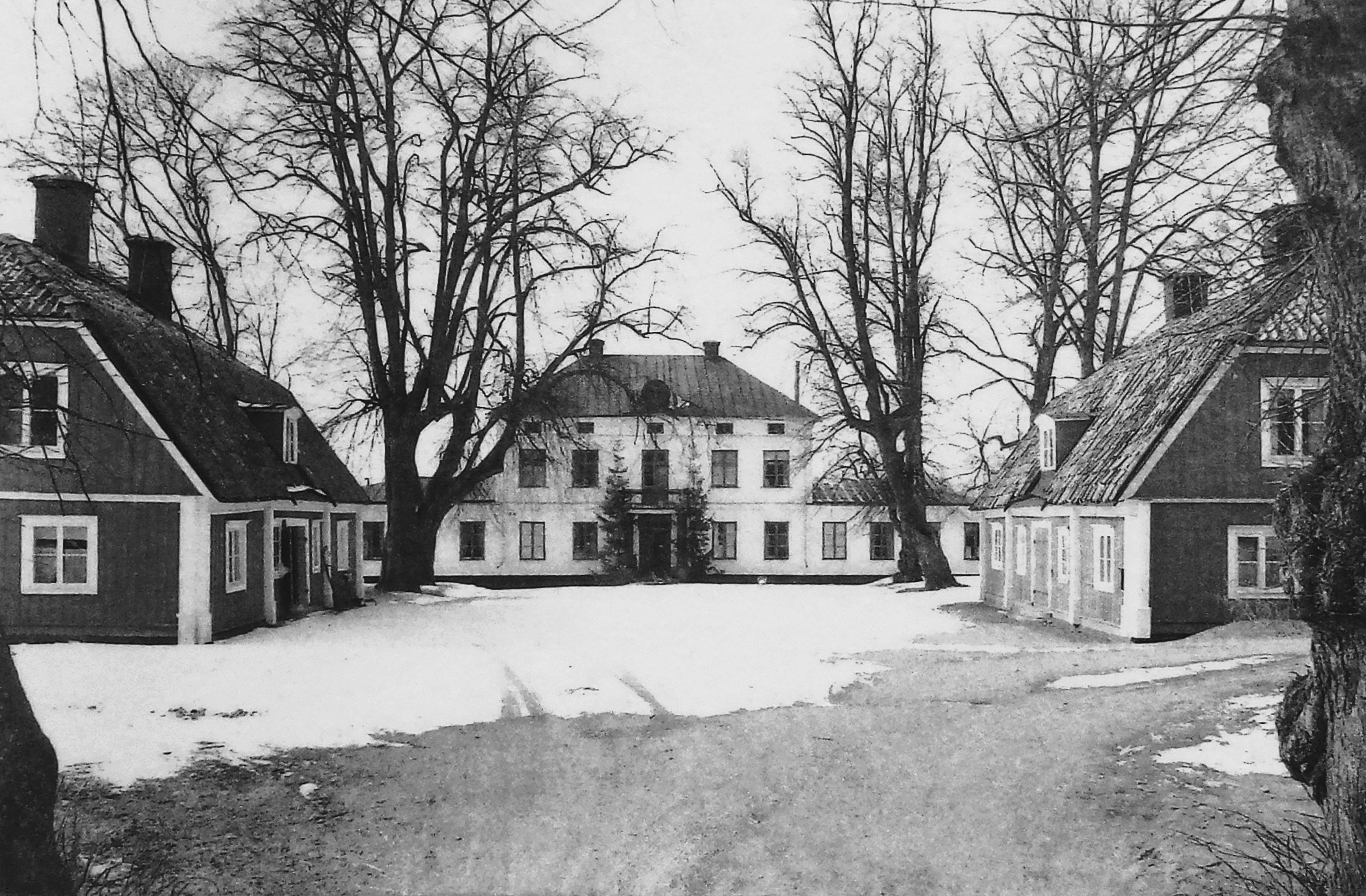
Riddersviks gård 1952.
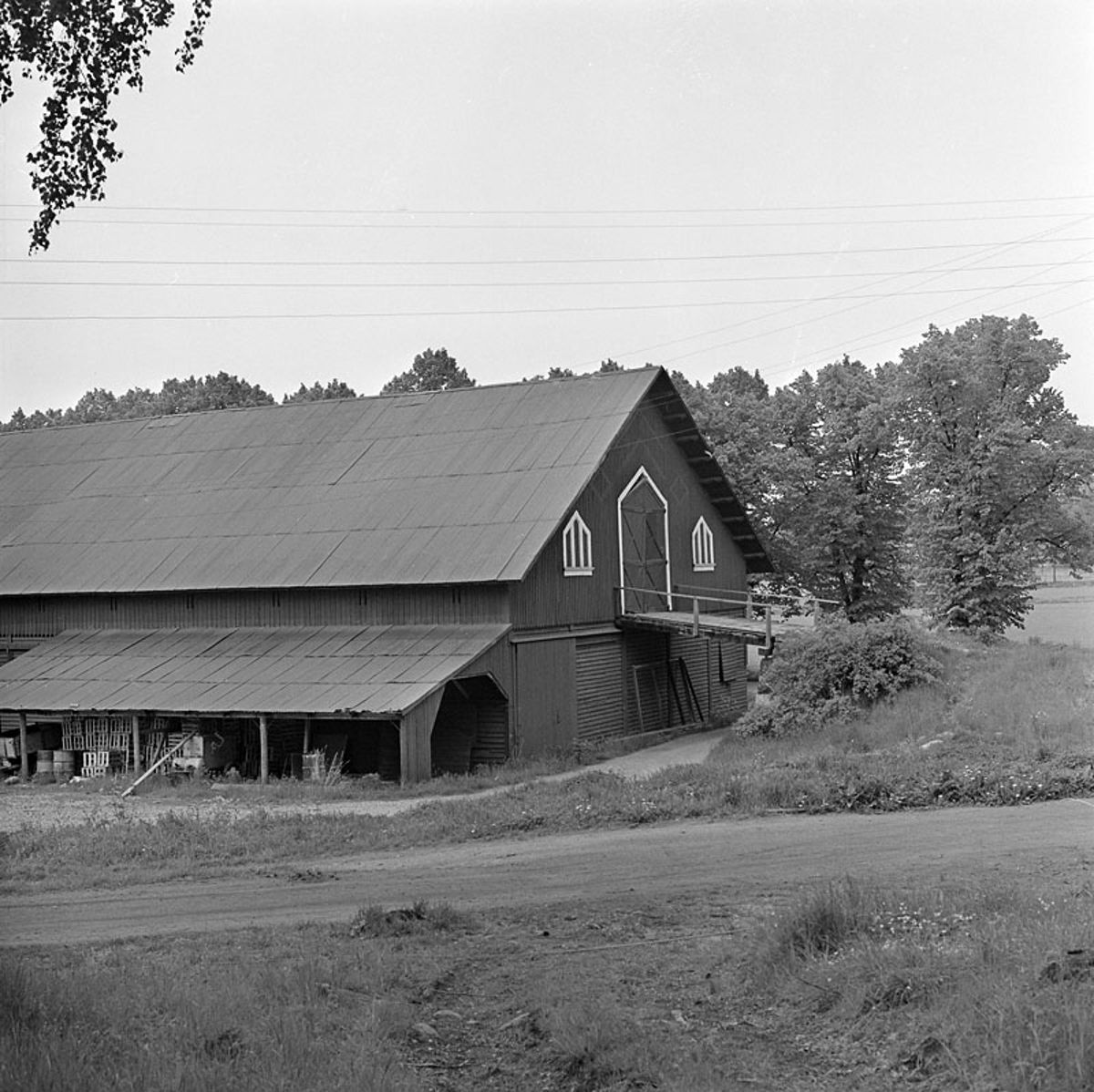
Riddersviks ladugård 1975.